# Phragmidium rosae-pimpinellifoliae

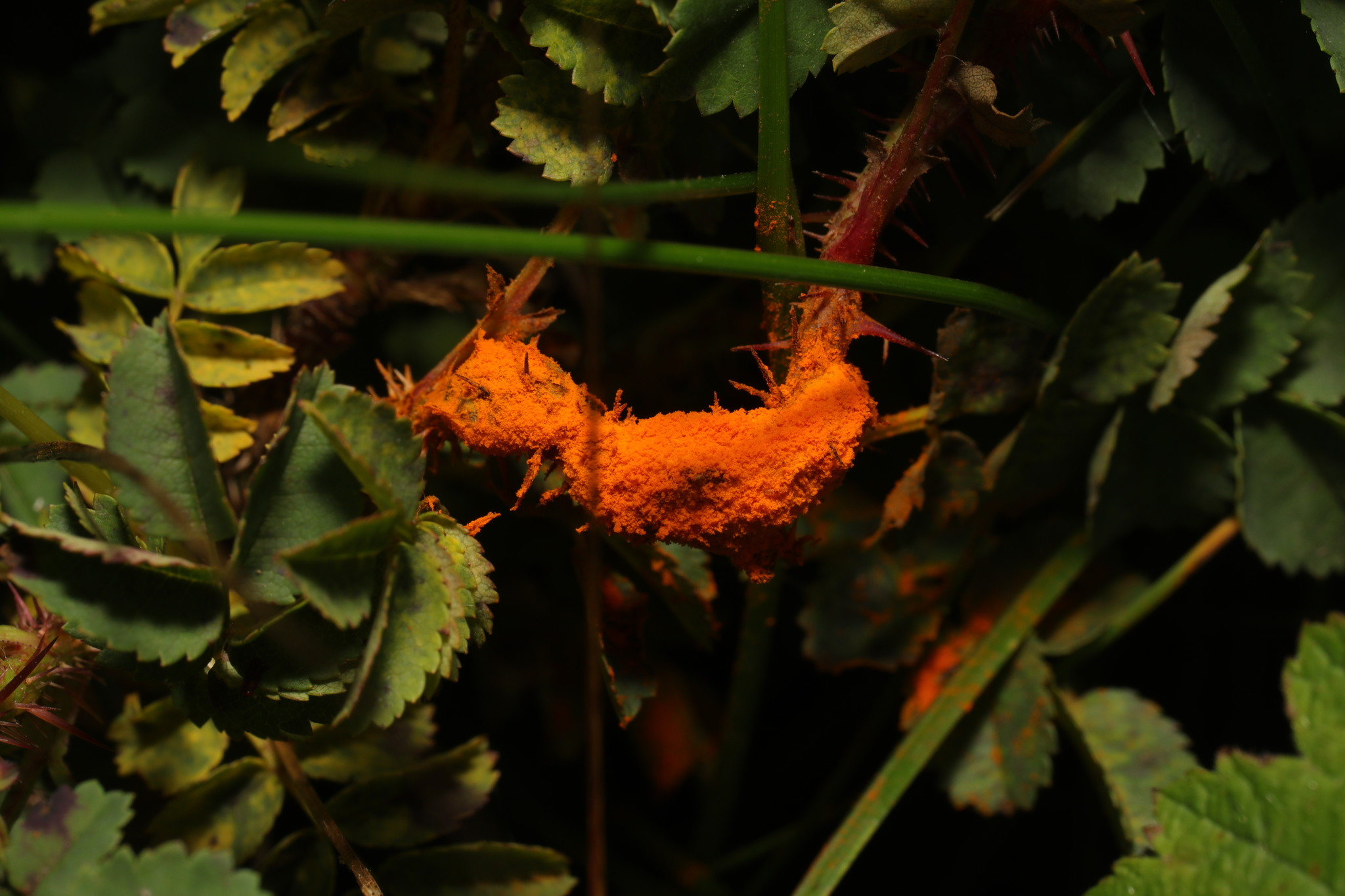

Phragmidium rosae-pimpinellifoliae (Rabenh.) Dietel – gatunek grzybów z rodziny Phragmidiaceae. Grzyb mikroskopijny pasożytujący na róży gęstokolczastej (Rosa spinosissima).

## Systematyka i nazewnictwo
Pozycja w klasyfikacji według Index Fungorum: Phragmidium, Phragmidiaceae, Pucciniales, Incertae sedis, Pucciniomycetes, Pucciniomycotina, Basidiomycota, Fungi.
Po raz pierwszy takson ten zdiagnozował w 1873 r. Gottlob Ludwig Rabenhorst nadając mu nazwę Phragmidium rosarum f. rosae-pimpinellifoliae. Obecną, uznaną przez Index Fungorum nazwę nadał mu w 1880 r. Paul Dietel.

## Morfologia i rozwój
Pyknidia rzadko spotykane, prawdopodobnie dlatego, że są niszczone przez rozwijające się ecja. Występują w rozproszonych grupach pod skórką rośliny, mają nieokreślony kształt i wysokość 15-30 µm. Ecja pojawiają się na łodygach, czasami także na ogonkach liściowych, głównych nerwach liściowych i owocach. Często zlewają się z sobą tworząc duże, pomarańczowe struktury. Czasami mają wstawki, czasami nie. Ecjospory kuliste do elipsoidalnych, o średnicy 15-26 µm, ścianie od szklistej do żółtawej i kolczastej powierzchni. Kolce oddalone od siebie o 1,5-2,5 µm, grubości 0,25 µm i wysokości 1,5-2,5 µm. Uredia na dolnej stronie liści, rozproszone w postaci maleńkich, czerwonawych lub żółtawych plamek o średnicy 0,1–0,2 mm średnicy, ze wstawkami. Urediospory jajowate do elipsoidalnych, 18-28 × 14-20 µm, o ścianie szklistej, kolczaste. Kolce oddalone od siebie o 1,5-2 µm, o wysokości ok. 0,3-0,5 µm i grubości 1,5-2 µm. Pora rostkowa o średnicy 2,5-3,5 µm, raczej niewyraźna. Wstawki maczugowate, 40-60 × 7,5-15 µm. Telia podobne jak uredia, ale kasztanowo-brązowe. Teliospory cylindryczne, nie zwężone w przegrodzie, z wierzchołkiem zaokrąglonym lub zwężającym się, apiculus o długości 4-15 µm, 6-8-komórkowy. Wymiary z wyłączeniem dzióbka (apiculusa): zarodniki 6-komórkowe (62-)66-72 (-75) x (28-) 30-31 (-32) µm, zarodniki 7-komórkowe (71-) 76-88 (-94) x (28-) 29-33,5 (-35) µm, zarodniki 8-komórkowe (85-) 91-100 (-103) x (30-) 30-33 (-34) µm. Mają ścianę o bursztynowej barwie, grubości 4-5 µm, chropatą do prawie gładkiej, pory po 2-3 w każdej komórce. Trzonek o długości 75-130 µm i szerokości 7-9 µm przy szyi, nabrzmiały poniżej do szerokości 15-26 µm.

## Występowanie i siedlisko
Opisano występowanie w Ameryce Północnej, Europie, Azji i Afryce. Występuje także w Polsce.
Pasożyt obligatoryjny, jednodomowy i pełnocyklowy. Znaczy to, że może się rozwijać tylko na żywych organizmach, jego rozwój odbywa się na jednym tylko żywicielu, i w trakcie tego rozwoju wytwarza wszystkie 5 właściwych dla rdzy rodzajów zarodników. Głównym jego żywicielem jest róża gęstokolczasta, ale występuje także na kilku innych gatunkach róż: róża dzika (R. canina), róża sina (R. dumalis), róża rdzawa (R. rubiginosa), róża żółta (R. foetida), róża czerwonawa (R. glauca), róża girlandowa (R. majalis).